# Държавно устройство на Латвия
Латвия е парламентарна република.

## Президент
Изборите за президент се провеждат на 4 години.

## Законодателна власт
Латвийският парламент е еднокамарен (Сейм). Състои се от 100 души, избира се на всеки 4 години, изборната бариера е 5 %.

## Изпълнителна власт
Президентът се избира от Сейма. Той назначава министър-председател, който заедно с кабинета си образува изпълнителната власт.